# El triunfo de Baco (Velázquez)
El triunfo de Baco es una pintura del español Velázquez, creada en 1629 y conservada en el Museo del Prado. Es conocida popularmente como Los borrachos.
El cuadro lo pintó unos cinco años después de su llegada a Madrid procedente de Sevilla, y poco antes de su primer viaje a Italia. En los Sitios Reales Velázquez pudo contemplar la colección de pintura italiana del rey y hubo de quedar impresionado por los cuadros mitológicos con desnudos que tenía la colección, sumamente raros en su Sevilla natal; por lo cual se animó a tratar el mismo género, si bien con un enfoque muy personal.
La obra aparece mencionada por primera vez, con el título de «pintura de Baco», en una cédula de Felipe IV fechada el 22 de julio de 1629 ordenando a su tesorero general el pago de 100 ducados por la pintura «que [Velázquez] ha hecho para mi servicio».

## El tema
El cuadro describe una escena donde aparece el dios Baco que corona con hojas de hiedra, a uno de los ocho borrachos que lo rodean; podría tratarse de un poeta inspirado por el vino. Otro personaje casi mitológico observa la coronación. Uno de los personajes que acompañan al dios miran al espectador mientras sonríen.
En ella se representa a Baco como el dios que premia o regala a los hombres el vino que los libera temporalmente de sus problemas.  En la literatura barroca, Baco era considerado una alegoría de la liberación del hombre frente a su esclavitud de la vida diaria. Puede que Velázquez realice una parodia de dicha alegoría, por considerarla mediocre.
El dios está metido en la obra como una persona más dentro de la pequeña celebración que se representa pero proporcionándole una piel más clara que a los demás para reconocerlo con mayor facilidad.

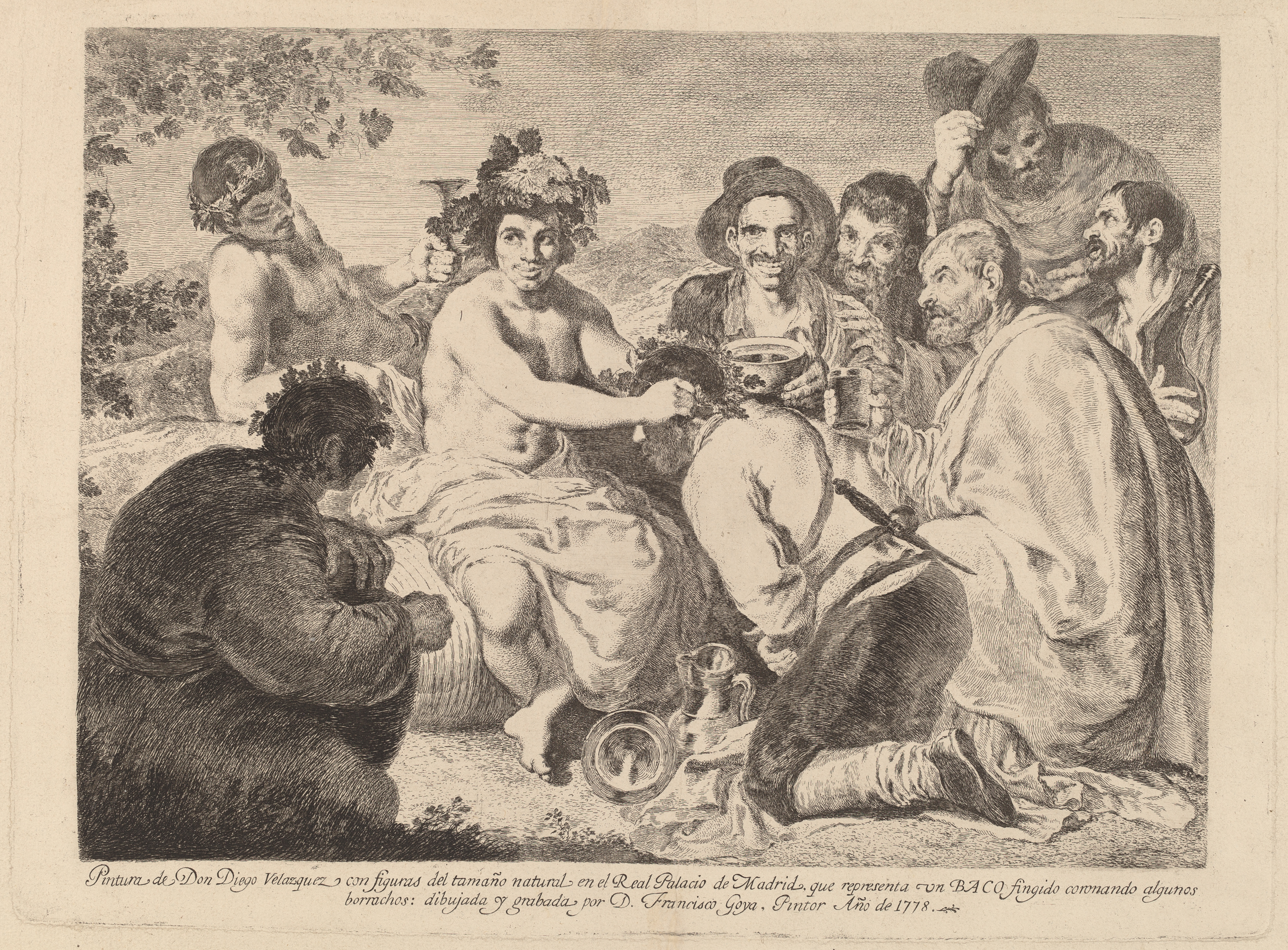
Grabado de Goya según el cuadro de Velázquez (1778; ejemplar de la primera edición conservado en la National Gallery of Art de Washington).

La escena puede dividirse en dos mitades. La de la izquierda, con la figura de Baco muy iluminada está cercana al estilo italiano inspirado en Caravaggio. Baco y el personaje que queda detrás aluden al mito clásico y están representados de la manera tradicional. Destaca la idealización en el rostro del dios, la luz declara que lo ilumina y el estilo más bien clasicista. La parte de la derecha, en cambio, presenta a unos borrachines, hombres de la calle que nos invitan a participar en su fiesta, con un aire muy español similar a Ribera. No hay en ellos ninguna idealización, sino que presentan rostros avejentados y desgastados. Tampoco se mantiene en este lado la clara luz que ilumina a Baco, sino que estas figuras están sumidas en un claroscuro evidente. Además, lo trata con una pincelada más impresionista.
En esta obra, Velázquez introduce un aspecto profano en un asunto mitológico, en una tendencia que cultivará aún más en los siguientes años.
Hay varios elementos que dan naturalismo a la obra como son la botella y el jarro que aparecen en el suelo junto a los pies del dios, o el realismo que presenta el cuerpo de este.
Jugando con los brillos consigue dar relieve y texturas a la botella y al jarro creando un parecido con el bodegón. Estas jarras son muy similares a las que aparecen en cuadros pintados por Velázquez durante su etapa sevillana.

## Grabado por Goya

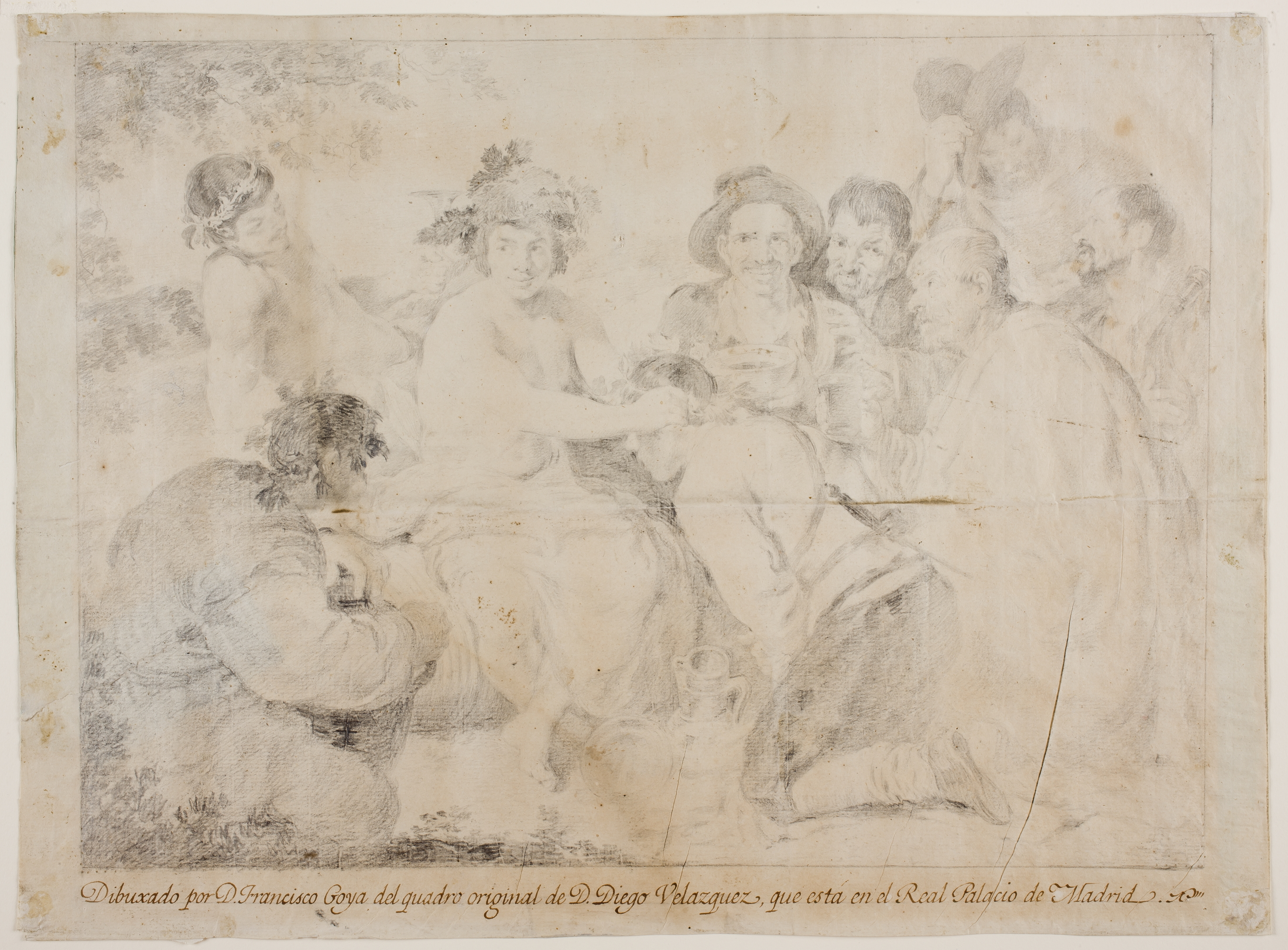
Dibujo preparatorio para la estampa al aguafuerte. Gabinete de Dibujos, Estampas y Fotografías del Museo del Prado, legado Fernández Durán.

Los borrachos es uno de los cuadros de Velázquez que Francisco de Goya reprodujo en grabado al aguafuerte en 1778. Este grabado alcanzó amplia difusión y se sabe que hasta Édouard Manet poseyó un ejemplar de él. El Gabinete de Dibujos, Estampas y Fotografías del Museo del Prado cuenta con tres estampaciones de esta plancha, una de ellas de la primera edición, y las otras ya impresas en el siglo XX, una a principios y la otra a mediados; además de poseer el dibujo preparatorio.